# Ida Odén
Ida Odén (n. 14 aprilie 1987, în Borås) este o handbalistă suedeză care joacă pentru clubul IK Sävehof și echipa națională a Suediei pe postul de intermediar dreapta.

## Carieră
Odén a început să joace handbal în orașul natal, la Borås HK. În 2005, handbalista s-a transferat la clubul de primă divizie IK Sävehof. Cu Sävehof ea a câștigat de opt ori titlul național, în 2006, 2007, 2009, 2010, 2011, 2012, 2013 și 2014. 
Până în octombrie 2014, Odén a jucat 28 de meciuri pentru reprezentativa țării sale, în care a înscris 57 de goluri.

## Viața personală
Ida Odén formează un cuplu împreună cu handbalistul suedez Robert Johansson.

## Palmares
- Campionatul Suediei:
  -  Câștigătoare: 2006, 2007, 2009, 2010, 2011, 2012, 2013, 2014
  -  Medalie de argint: 2008